# عزلة ذو خيران (عمران)

تعديل مصدري - تعديل

عزلة ذو خيران هي إحدى عزل مديرية العشة في محافظة عمران اليمنية ويبلغ تعداد سكانها 7380 نسمة حسب التعداد السكاني في اليمن لعام 2004.

## روابط خارجية
- الجهاز المركزي للإحصاء بالجمهورية اليمنية
- المركز الوطني للمعلومات باليمن
- World Gazetteer:Yemen
- الدليل الشامل